# Acaulospora longula
Acaulospora longula är en svampart som beskrevs av Spain & N.C. Schenck 1984. Acaulospora longula ingår i släktet Acaulospora och familjen Acaulosporaceae.   Inga underarter finns listade i Catalogue of Life.